# Repubblica delle Tre Pievi
La Repubblica delle Tre Pievi fu un antico territorio semi-indipendente lombardo, che venne a costituirsi all'incirca dopo la pace di Costanza, con cui nel 1183 si concluse il conflitto tra il Barbarossa ed i comuni lombardi, inizialmente soprattutto per mutue necessità difensive. Era costituita dalle tre pievi di Gravedona, Sorico e Dongo e comprendeva grossomodo tutta la parte settentrionale della costa ovest del Lario.
Il territorio delle Tre Pievi fu, per circa quattro secoli, un importante centro di diffusione del cristianesimo; ebbe il privilegio di avere propri magistrati, di battere moneta e di avere un proprio vessillo. Gravedona era il centro più antico ed importante ed attraverso il suo territorio passava l'antica Via Regina, strada romana che collegava il Lario a Chiavenna e proseguiva per la Svizzera, terminando a Coira.

## Storia
Secondo alcuni storici, il territorio gravedonese raggiunse una sua propria autonomia già all'epoca della Guerra decennale, in quanto i consoli di Gravedona prima si impegnarono a favore di Milano, poi (1124) conclusero frettolosamente una pace separata coi comaschi, probabilmente perché spaventati dall'approssimarsi dell'esercito di questa città.
Dopo la guerra, malgrado la sconfitta, Como riuscì a imporre il proprio dominio sul contado circostante sempre più strettamente. Nel territorio di Dongo, tuttavia, si manifestò il proposito autonomista della piccola Cremia: qui, nel 1134, sei boni homines si pongono alla guida della comunità, quasi a voler costituire un apparato pseudo-comunale. Vent'anni dopo, quando l'imperatore Federico I scende in Italia per la prima volta, il vescovo comasco Ardizzone chiese ed ottenne la conferma dei suoi diritti sulle terre di Gravedona e Domaso, la qual cosa dimostra che i gravedonesi continuavano a godere di ampie autonomie. Nello stesso anno abbiamo la prima testimonianza certa dell'esistenza di quattro consoli a Gravedona e, dieci anni più tardi, anche a Dongo.
All'atto della stipula della pace di Costanza, Gravedona risulta inserita nel paragrafo 37 del documento, secondo il quale essa, insieme alle città di Imola, Castro San Cassiano, Bobbio, Feltre, Belluno, Ceneda e Ferrara non si vede concessa la pace, a meno di non inviare propri rappresentanti ad accordarsi con i lombardi entro due mesi dalla partenza di questi ultimi dalla corte imperiale. Successivamente, Gravedona entrò senz'altro nella Lega lombarda (1185) e rimase nell'orbita milanese, pur svolgendo un ruolo autonomo. A questo periodo risalgono anche le presunte coniazioni di monete del libero comune.
Nel XVI secolo i Curti di Gravedona, con Giovanni Alessandro, ebbero parte nel governo e nelle vicende politiche della repubblica, ottenendo il privilegio di inquartare nel suo vessillo le proprie armi gentilizie. Sempre nel XVI secolo Giovanni Andrea Curti fu sindaco fiscale delle Tre Pievi in nome di papa Pio IV. L'ultimo podestà di Gravedona, che risulta in carica nel 1518, fu Giorgio Curti.
Nonostante le diverse vicissitudini storiche, la piccola Repubblica delle Tre Pievi riuscì a mantenere sempre una discreta autonomia, anche sotto la signoria dei Visconti e degli Sforza. Fu poi conquistata dai Grigioni, che la tennero dal 1512 al 1524. Infine, durante la dominazione spagnola, fu dichiarata contea e venne ceduta da Filippo II al cardinale Tolomeo Gallio di Como, nel 1580.

## Consoli e podestà delle Tre Pievi
Elenco dei consoli e dei podestà conosciuti:

### Gravedona
- 1154: Commo, Arnaldo della Porta, Benne Curto, Genzo de Canova
- 1164: Gregorio di Bernardo, Giovanni Buono della Porta, Bruniolo Curto, Benne Curto
- 1170: Alberto della Porta
- 1170-1175: Alberto della Porta, Operto de Carrale, Anrico de Comi, Genzo de Canova
- 1183: Martino
- 1184: Carlevarius de Terlino, Rolando de Carrale, Villano Pegavallo, Tommaso della Porta, Boiano
- 1185: Pietro Calvo de Dalmasio, Gregorio de Canova
- 1186-1195: Alberto della Porta, Amizio della Porta, Villano Pegavallo
- 1195: Giovanni Cavaça, Uberto Lamberzoni
- 1283: Bernardo de Prevosto (podestà)
- 1300: Michele Pigozio de Cumis (podestà)
- 1313: Padoino Rusca (console)
- 1405: Bettolo di Antonio de Sabato (console)
- 1518: Giorgio Curto (podestà)

### Dongo
- 1164: Andrea Lardarii
- 1185: Anselmo Putacada, Riboldo
- 1223: Atto Visdomini (podestà)
- 1237: Martino Greco de Cumis (podestà)